# Piennes-Onvillers
Piennes-Onvillers är en kommun i departementet Somme i regionen Hauts-de-France i norra Frankrike. Kommunen ligger i kantonen Montdidier som tillhör arrondissementet Montdidier. År 2022 hade Piennes-Onvillers 385 invånare.

## Befolkningsutveckling
Antalet invånare i kommunen Piennes-Onvillers
| Referens: INSEE |